# Daniel Widlöcher
Daniel Widlöcher (Paris, 8 de junho de 1929 – Paris, 14 de dezembro de 2021) foi um professor de psiquiatria e psicanalista francês.

## Biografia
Daniel Widlöcher foi psiquiatra, doutor em psicologia e psicanalista. Foi presidente da Associação Psicanalítica Internacional (em inglês: International Psychoanalytical Association) de 2001 a 2005. De 1953 a 1962, foi analisado por  Jacques Lacan, que ele critica em seguida por causa dos desvios técnicos  característicos deste analista. Alain Braconnier escreveu na biografia que consagrou a D. Widlöcher, 
"que sua vida se identifica à psicanálise, que ele gosta de definir como sendo ao mesmo tempo uma prática cultural e uma prática terapêutica, que não dá uma verdade  mas abre uma via". O biógrafo ajunta que Daniel Widlöcher "retoma assim, o ponto de vista de Daniel Lagache, salientando a importante influência que este psicanalista, professor de psicologia, exerceu sobre ele. 
Em 1964, ele adere à Association Psychanalytique de France, na qual  exerceu diversas funções, entre outras a de presidente.

## Obras
- Le psychodrame chez l'enfant ( O psicodrama na criança ), PUF, Paris, 1962. Uma  nova edição foi publicada em Quadrige, 2003
- L'interprétation des dessins d'enfants ( A interpretação dos dezenhos das crianças ),Charles Dessart, Bruxelles,1965, ISBN 2-87-009005-6
- "Métapsychologie du sens" (Metapsicologia do sentido), Psychiatrie ouverte, 1986
- Com  Marie-Christine Hardy :"La dépression" ( A depressão ),  Hermann, Paris, 1989, ISBN 2-70-566099-2
- "Les psychotropes, une manière de penser le psychisme?’’(Os psicotrópicos, uma maneira de pensar o psiquismo?), Les Empêcheurs De Penser En Rond, 1990, ISBN 2-90-860202-4
- "Traité de psychopathologie" ( Tratado de psicopatologia ), Grands traités, Presses Universitaires de France, Paris, 1994
- (Com Pierre Fédida): "Actualité des modèles freudiens, langage, image, pensée" ( Atualidade dos modelos freudianos,linguagem, imagem, pensamento ), Monografias de psicopatologia, 1995
- "Logiques de la dépression" ( Lógicas da depressão ), Fayard, 1983 e 1995, (segunda edição)
- "Les Nouvelles cartes de  la psychanalyse" ( Novas cartas para a psicanálise ), Editions Odile Jacob, 1996, ISBN 2-73-810332-4
- (Com Alain Braconnier) : ‘’Psychanalyse et Psychothérapies’’ ( Psicanálise e Psicoterapias), Médecine-Sciences, Flammarion, Paris,1996,ISBN 2-257-15537-8
- "Freud et le problème du changement"(Freud e o problema da mudança), P.U.F., 2001
- "Sexualité infantile et attachement" ( Sexualidade infantil e apego ), Petite bibliothèque de psychanalyse, 2001

### Artigos
- L'hystérie dépossédée ( A histeria  desapossada),   em "L'idée de guérison, Nouvelle Revue de Psychanalyse", N°17, Gallimard, 1978
- Intériorisation et processus thérapeutique ( Interiorisação e processo terapêutico),  em "La psyché, Nouvelle Revue de Psychanalyse", N°12, G allimard, 1975
- L'interprétation entre guillemets (A interpretação entre aspas)  em "Dire, Nouvelle Revue de Psychanalyse", N°23, Gallimard, 1981
- Intentionnalité et psychopathologie (Intencionalidade e psicopatologia), em Revue International de psychopathologie, n°10, 1993
- Entre la pensée et l'acte. De Freud à Wallon (Entre o pensamento e o ato. De Freud a Wallon), em "Enfance", t.47, n°1, 1993
- Emotional and psychopathological disturbances in HIV-infection (Distúrbios emocionais e psicopatológicos, in HIV-infecção), obra coletiva, Progr.Neuro-Psychopharmacol.& Biol.Psychiat. vol.17, 1993
- L'analyse cognitive du silence en psychanalyse. Quand les mots viennent à manquer ( Análise cognitiva do silêncio em psicanálise. Quando as palavras vêm a faltar), em "Revue Internationale de psychopathologie", n°12, 1993
- A propos de la croyance délirante" (A propósito da crença delirante), em "Revue Internationale de psychopathologie", n°14, 1994
- Deuil fini et deuil sans fin. A propos des effets de l'interprétation (Luto terminado e luto infinito. A propósito dos efeitos da interpretação), em Le Deuil, monographie de la Revue française de psychanalyse, PUF, 1994.
- Psychanalyse et science (Psicanálise e ciência), com a ccolaboração de N. Dantchefet, E. Rappard, Encyclopédie médico-chirurgicale, 37-811-A30, 1994.
- A case is not a fact (Um caso não é um fato), em Int.J.Psycho-Anal, 1994.
- Psychanalyse de l'instant  (Psicanálise do instante),  em L'Inactuel, n°2, Emplois du temps, Calmann-Lévy, 1994.